# Хуан Вигон
Хуан Вигон Суеродиас, маркиз на Вигон (на испански: Juan Vigón Suerodíaz) е испански генерал, който се бие за националистическата фракция по време на Испанската гражданска война.

## Биография
Вигон е роден в Колунга. Преди войната е избран от крал Алфонсо XIII да обучава синовете му, което прави от ноември 1925 до 1930 г. В началото на Втората испанска република (14 април 1931 г.) Вигон напуска испанската армия, поради монархическите си симпатии. Със само кратко завръщане в армията по време на Революцията от 1934 г., той е на страна от армията като подполковник в резерва до избухването на Гражданската война в Испания на 18 юли 1936 г. Вигон се намира в Аржентина при избухването на войната и се завръща в Испания, където първата му военна позиция е като началник-щаб на полковник Алфонсо Беорлеги в кампанията на Гипускоа. По-късно е назначен за щабен полковник по време на битката при Билбао и е архитект на войната на север като член на Генералния щаб. Награден с военен медал и става генерал, по-късно и началник-щаб при Арагонската офанзива. След войната служи като министър на военновъздушните сили, става генерал-лейтенант и началник на Върховното командване на отбраната (началник на щаба на испанските въоръжени сили) и до смъртта си в Мадрид през 1955 г. е президент на Съвета по ядрена енергия и на Националния институт по аеронавигационна техника. Франсиско Франко му дава посмъртно звание маркиз.